# Federation of Islamic Organisations in Europe
Federation of Islamic Organizations in Europe (FIOE), اتحاد المنظمات الإسلامية في أوروبا, är en europeisk paraplyorganisation av muslimska nationella förbund.

## Allmänt
Organisationen skapades år 1989 av Muslimska Brödraskapet. FIOE inriktar sig på lobbyarbete inom Europeiska unionens struktur. FIOE grundade år 1997 Europeiska fatwarådet. Islamologen vid Lunds universitet Sameh Egyptson hävdar att FIOE på Muslimska Brödraskapets hemsida beskrivs som den europeiska förgreningen av Muslimska brödraskapet i Europa.
Chakib Ben Makhlouf var tidigare ordförande för FIOE och den svenske moderaten och före detta riksdagsledamoten Abdirizak Waberi vice ordförande. Islamiska förbundet i Sverige deltog i grunandet av FIOE och är en av dess medlemsorganisationer.
FIOE uppmanar muslimer att leva i enlighet med Islam samt att följa europeiska lagar.
FIOE är stödorganisation till Ship to Gaza.

## Medlemsorganisationer
År 2008 hade FIOE 28 medlemsorganisationer, vissa av dessa var även de paraplyorganisationer som sammanlagt representerade över 1000 lokala föreningar runtom i Europa. Bland dessa återfanns:
- Muslim Association of Britain(en) (MAB) i Storbritannien[10]
- Union des organisations islamiques de France(fr) (UOIF) i Frankrike[10]
- Islamische Gemeinschaft in Deutschland(de) (IGD) i Tyskland[10]
- Islamiska förbundet i Sverige